# Волосатая лейкоплакия
Волосатая лейкоплакия — нитевидные образования белого цвета на латеральной поверхности языка, иногда на слизистой щеки, течение бессимптомное, в 80 % случаев развивается у больных СПИДом.
Впервые эта патология описана  в 1984 году Д. Гриншпаном и соавторами у гомосексуалов, страдавших СПИДом. Она является доброкачественным новообразованием эпителия слизистой оболочки полости рта. Причиной формирования репликация вируса Эпштейна−Барр. Вирус может передаваться воздушно-капельным, контактным, половым, гемотрансфузионным или интранатальным путём.